# Nuovo MSI
Das Nuovo Movimento Sociale Italiano – Destra Nazionale (Neue Italienische Sozialbewegung – Nationale Rechte) ist eine rechtsextreme, italienische Partei, die am 12. Juli 2000 von Gaetano Saya in Florenz gegründet worden war.
Am 1. September 2003 übernahm die Partei das Symbol des Movimento Sociale Italiano.

## Politik
Aktuell ist die Partei, nach eigenen Angaben, mit dem Aufbau von zehn Zivilschutzkommandos beschäftigt. Die angestrebte Gesamtkommandostärke soll circa 1000 Mann betragen und soll bei Katastrophenfällen wie Überschwemmungen oder Erdbeben, aber auch gegen linke Demonstranten (zum Beispiel Teilnehmer des G8-Gipfels in Genua) eingesetzt werden.
Der Vorsitzende und Gründer des Nuovo MSI, Gaetano Saya, wurde im November 2004 für seine politischen Aussagen auf der Website Destranazionale.org wegen Propaganda von Ideen, die auf Rassenhass und Überlegenheit einer Rasse (siehe auch Volksverhetzung) basieren, angeklagt. Im Gegenzug erstattete Saya gegen den anklageführenden Mailänder Staatsanwalt und gegen beteiligte Polizeibeamte Anzeige wegen Fälschung, Verleumdung und anderer Vergehen gegen seine Person (darunter Gewaltanwendung beziehungsweise Einschüchterung eines Politikers). Die Website wurde auf Anweisung Sayas auf einen US-amerikanischen Server verschoben. Saya kommentierte dazu: In Italia vige un regime, protetto da una casta di intoccabili, „la magistratura rossa“ („In Italien herrscht ein System, von einer Kaste der Unberührbaren beschützt, ‚die rote Richterschaft‘“).

## Wahlergebnisse
| Wahl                  | Wahl   | Stimmen | %     | Sitze |
| --------------------- | ------ | ------- | ----- | ----- |
| Parlamentswahlen 2006 | Kammer | 1.086   | 0,002 | 0     |
| Parlamentswahlen 2006 | Senat  | -       | -     | 0     |